# Céline Allainmat
Pour l'homme politique français, voir Yves Allainmat.
Pas d'image ? Cliquez ici

a Compétitions nationales et continentales officielles uniquement.

b Matchs officiels uniquement.
Céline Allainmat, née le 7 août 1982 à Créteil, est une joueuse internationale française de rugby à XV évoluant au poste d'arrière ou ailière. Elle est internationale avec l'équipe de France de rugby à XV et à sept.

## Biographie
Elle fait partie de l'équipe de France féminine de rugby à XV disputant notamment la coupe du monde 2006 et la coupe du monde 2010.
Elle est coach sportive et préparateur physique. Après sa carrière de joueuse, elle s'occupe de la préparation physique du Stade rennais rugby. En 2020, elle devient également entraîneur des arrières de l'équipe.

## Parcours

### En club
- 1999-2006 : Pachys d'Herm
- 2006-2009 : Association sportive bayonnaise
- 2009-? : Stade rennais rugby

### En équipe nationale
- Elle connaît sa première sélection en équipe de France en février 2003.
- 10 sélections en équipe de France féminine à sept
- 40 sélections en équipe de France féminine à XV

## Palmarès

### En club
- Championne de France en 2001 et 2003
- Vice-championne de France en 2000 et 2011

### En équipe nationale à XV
- Sélectionnée en équipe de France.
- Participation aux Coupes du monde 2006 (3e) et 2010 (4e)
- Participation aux Tournois des Six Nations en 2003, 2004 (grand chelem), 2005, 2006, 2007, 2008 et 2010
- Championne d'Europe 2004

### En équipe nationale à sept
- Championne d'Europe 2007
- Participation à la Coupe du monde 2009 (8e)
- 3e à la Coupe d'Europe 2012